# Henryk Drozdowski
Henryk Tadeusz Drozdowski (ur. 1 października 1959 w Poznaniu, zm. 7 czerwca 2022 tamże) – polski fizyk, inżynier, doktor habilitowany nauk fizycznych, nauczyciel akademicki Uniwersytetu im. Adama Mickiewicza w Poznaniu.

## Życiorys

### Kariera
W 1983 ukończył studia na ówczesnej Akademii Rolniczej w Poznaniu. Stopień doktorski uzyskał w 1994 w zakresie fizyki na Wydziale Fizyki UAM na podstawie pracy pt. Badanie lokalnej struktury ciekłych chloropochodnych alkanów metodą dyfrakcji rentgenowskiej i analizy fourierowskiej (promotorem był prof. Zenon Bochyński). Habilitował się na tym samym wydziale w 2003 na podstawie oceny dorobku naukowego i rozprawy o tytule Badania struktury i korelacji molekularnych ciekłych pochodnych naftalenu metodą dyfrakcji rentgenowskiej (wyd. 2001, ISBN 83-232-1110-8).
Pracował jako kierownik w Zakładzie Optyki oraz w Pracowni Dydaktyki Fizyki, a obecnie jest zatrudniony jako profesor nadzwyczajny w Zakładzie Fizyki Dielektryków Wydziału Fizyki UAM. W pracy badawczej specjalizuje się w fizyce doświadczalnej, fizyce fazy skondensowanej, rentgenowskiej analizie strukturalnej oraz w fizyce cieczy.
Jest autorem monografii Modele cieczy a rentgenowska analiza strukturalna (wyd. 2004, ISBN 83-232-1415-8) oraz podręcznika pt. Fizyczny obraz świata (wyd. 2007, ISBN 978-83-232-1805-0). Swoje prace publikował m.in. w „Radiation Physics and Chemistry", „Acta Physica Polonica" oraz w czasopiśmie „Fizyka w Szkole".
Był członkiem:
- Polskiego Towarzystwa Fizycznego (przewodniczący oddziału poznańskiego w kadencji 2017-2018[6] oraz 2019-2020),
- Polskiego Towarzystwa Promieniowania Synchrotronowego (PTPS),
- Polskiego Towarzystwa Leśnego.

### Życie prywatne
Był synem Wacława i Ireny Drozdowskich. Miał żonę Małgorzatę oraz dwoje dzieci: Piotra i Zofię. Pochowany na Cmentarzu Miłostowo w Poznaniu.